# Alla cieca
Alla cieca è un romanzo dello scrittore italiano Claudio Magris pubblicato nel 2005. Ha vinto il Premio Mediterraneo per stranieri nel 2007.
Alla cieca è la storia, narrata in prima persona, di un personaggio sempre in fuga, di un uomo recluso di volta in volta nelle più disparate prigioni, campi di concentramento, colonie penali: Newgate, Dachau, Goli Otok, l'isola Giù alla Baia. Il personaggio è Jørgen Jørgensen, re d'Islanda, ma anche John Johnson, Jan Jansen, il compagno Cippico, Čipiko, Salvatore, Nevèra, Strijela, i partigiani della Seconda guerra mondiale e della Guerra civile spagnola. È Giasone, è un argonauta, un astronauta, un marinaio. Un uomo sempre diverso ma sempre se stesso, che attraversa la Storia affiancato da donne differenti che si chiamano Mangawana, Maria, Marie, Mariza, Màrja, Norah.
Alla cieca è il romanzo che si confronta con la Storia, con la caduta delle illusioni e delle ideologie, con il ruolo dell'uomo che ha ormai perduto la sua identità storica e personale, la cui vicenda attraversa perciò i tempi mitici, il XVIII secolo, il XIX secolo, il XX secolo, cambiando ogni volta nome e collocazione geografica, con piani narrativi sempre differenti che si intersecano fino a risultare un'unica vicenda omogenea, dalla mitologia greca ai giorni nostri.

## Edizioni
- Claudio Magris, Alla cieca, prima edizione ed., collana Elefanti, Garzanti, 2007,  pp. 335, cap. 92, ISBN 978-88-11-67914-1.